# ایدئالیسم مطلق
ایدئالیسم مطلق یک فلسفهٔ به لحاظ هستی‌شناختی یگانه‌انگارانه است «که به‌طور عمده با آرای دو فیلسوف ایدئالیست سدهٔ ۱۹ آلمان گئورگ ویلهلم فریدریش هگل و فریدریش ویلهلم یوزف شلینگ، و نیز فیلسوف آمریکایی جوسیا رویس، و دیگران مرتبط است، اما ملزومات آن توسط هگل ایجاد شده‌است. اینکه چگونه وجود در نهایت به عنوان کلی همه‌شمول (مطلق یا به آلمانی das Absolute) قابل فهم است، مربوط به هگل است. هگل بر این باور بود که برای آنکه سوژهٔ اندیشیدن (آگاهی یا خرد بشری) در مجموع قادر به شناخت ابژه‌اش (جهان) باشد، می‌باید به یک معنا، این‌همانی‌ای بین وجود و اندیشه وجود داشته باشد. در غیر این‌صورت سوژه هرگز نمی‌تواند به ابژه دسترسی داشته‌باشد و ما نمی‌توانیم در رابطه با دانش‌مان از جهان یقین داشته‌باشیم. با این حال در رابطه با نقل تفاوت‌های میان اندیشه و وجود، همانند غنا و تنوع هر کدام، وحدت اندیشه و وجود نمی‌تواند همچون تطابق انتزاعی‌ای مانند الف=الف بیان شود. ایدئالیسم مطلق تلاشی برای نشان دادن این وحدت با استفاده از روش فلسفی «اندیشه‌ای» جدیدی است، که به مفاهیم و قوانین منطق جدیدی نیاز دارد. آن‌گونه که هگل می‌گوید، بنیاد مطلقِ وجود ضرورتاً یک پروسهٔ تاریخی پویای ضرورت است که به وسیلهٔ خودش به صورت اشکال به‌طور فزاینده پیچیدهٔ وجود و آگاهی آشکار می‌شود، و در نهایت همهٔ تنوع را در جهان و در مفاهیمی که ما به‌وسیلهٔ آن‌ها می‌اندیشیم و جهان را حس می‌کنیم، ایجاد می‌کند.
موضع ایدئالیستی مطلق در سدهٔ نوزدهم در آلمان و انگلستان مسلط بود، در حالی که در ایالات متحدهٔ آمریکا به‌طور قابل ملاحظه‌ای تأثیر کمتری را ایجاد کرد. موضع ایدئالیستی مطلق می‌باید از ایدئالیسم سوبژکتیو بارکلی، از ایدئالیسم استعلایی کانت، و نیز از ایدئالیسم استعلایی پسا-کانتی فیشته و شلینگ اولیه متمایز شود.